# 福田ウイルス
福田ウイルス（ふくたウイルス）とは、福田康夫内閣が成立する前に発見されたコンピューターウイルス。発見時は2007年9月24日 - 25日ごろ。

## 概要
発信者を福田康夫と偽ったメールに、「mofa.zip」という名称の圧縮ファイルが添付されている。この圧縮ファイルにはmofa.exeというトロイの木馬型実行ファイルが含まれている。

## 感染および実行後の挙動
このウイルスに感染した際の挙動としては、パソコン内にバックドアが形成されパソコンが乗っ取られてしまう状態になる。なお、感染に際しては添付ファイルを解凍し、中身のファイルを実行さえしなければ感染しない（ウイルスは亜種が多いので今後は不明）。シマンテックの情報によるとレベルは1とされている。
福田の事務所やホームページなどに苦情や問い合わせが寄せられ、同氏のオフィシャルサイトでは、メールは関係ないとするとともに、送られてきた際開かぬよう 注意が促された。 

## その他
このウイルスの起源等については明らかになっていない。